# Miecz (pismo)
"Miecz" (ros. "Меч", fr. "La Glaive") - emigracyjne pismo rosyjskie w II poł. lat 30. XX wieku
Gazeta "Miecz" zaczęła wychodzić w 1934 r. w Warszawie i Paryżu. Ukazywała się co tydzień. Funkcję redaktora naczelnego wydania warszawskiego pełnił Dmitrij W. Fiłosofow, zaś wydania paryskiego Dmitrij S. Miereżkowski. Pismo miało mieć europejski charakter. Po wyjściu 20 numerów doszło jednak do konfliktu obydwu redaktorów, w wyniku czego została zlikwidowana redakcja tygodnika w Paryżu. Nowymi redaktorami w Warszawie zostali Władimir W. Brand i G. G. Sokołow. "Miecz" przybrał charakter propolski i silnie antysowiecki. Większą rolę zwrócono na tematy kulturalno-literackie skierowane do młodzieży emigracyjnej.